# Michel Lechat
Pour les articles homonymes, voir Lechat.
Michel F. baron Lechat, né en 1927 à Ixelles et mort à La Hulpe le 28 février 2014 est un professeur et léprologue belge réputé dans le monde entier.

## Biographie
Il est docteur en médecine. 
En 1951, il visite les léproseries du Congo belge, où il retourne en 1953 avec un diplôme de médecine tropicale. Il sera directeur médical de la léproserie de Iyonda (forêt équatoriale). Graham Greene lui consacre le livre A Burnt-Out Case en 1961.
Il rentre d'Afrique en 1959. Il devient agrégé de l'enseignement supérieur (UCL). Ensuite il émigre aux États-Unis où il devient chercheur en épidémiologie à l'université Johns-Hopkins (Baltimore). Dès 1964, il sera pendant deux ans épidémiologiste régional à l'Organisation panaméricaine de la santé (OMS) au Mexique, à Cuba et en Haïti. Il obtient un diplôme de docteur en santé publique en 1966.  
En 1967, Lechat rejoint l’École de santé publique de l'UCL sur le site de Louvain-en-Woluwe et la dirigera dès 1983, y enseignant l'épidémiologie. En 1974, il fonde le Centre de recherche sur l'épidémiologie des catastrophes naturelles, centre collaborateur de l'OMS.
Il a été président de l’Association internationale contre la lèpre et consultant de l'OMS, la Banque mondiale, les Nations unies, les Communautés européennes, exécutant de nombreuses missions de par le monde. 
Il accède à l'éméritat en 1992.
Michel Lechat s'est exprimé longuement sur sa carrière dans une interview récente,.

## Publications
Plus de deux tiers de ses 330 publications sont consacrés à la lèpre. 

## Distinctions
- 1990 : International Gandhi Award de la Gandhi Memorial Leprosy Foundation
- 2002 : Damien-Dutton Award

Il fut élevé au rang de baron par le roi Albert II en 1996.